# Devil Fish
Devil Fish è un videogioco arcade del 1982 realizzato dalla software house taiwanese Artic Electronics.

## Modalità di gioco
In Devil Fish, il cane controllato dal giocatore si muove lungo vari labirinti a schermata fissa con visuale sopraelevata. All'interno di essi sono presenti anche dei pesci diavolo (dall'aspetto sembrano dei polipi), i quali, muovendosi casualmente possono venire bloccati da una serie di spazi ristretti. Il giocatore può avere l'opportunità di far passare il cane sopra al pesce per toglierlo di mezzo, ma lo deve fare in fretta prima che si libera. Una volta eliminato un pesce diavolo appare un'icona a forma di casetta, la quale acquisendola svela il pezzo di un'immagine al centro del labirinto. L'obiettivo definitivo del titolo è riuscire a svelare l'immagine in questione. 
Nel labirinto appariranno anche dei normali pesci: il giocatore può raccoglierli e poi piazzarli in un punto a caso, sperando che un pesce diavolo di piccole dimensioni possa mangiarlo e diventare grande. Nel caso il cane tocca un pesce diavolo ancora in libertà, perde una vita. La partita finisce una volta che le vite a disposizione vengono esaurite.